# Musculus coccygeus

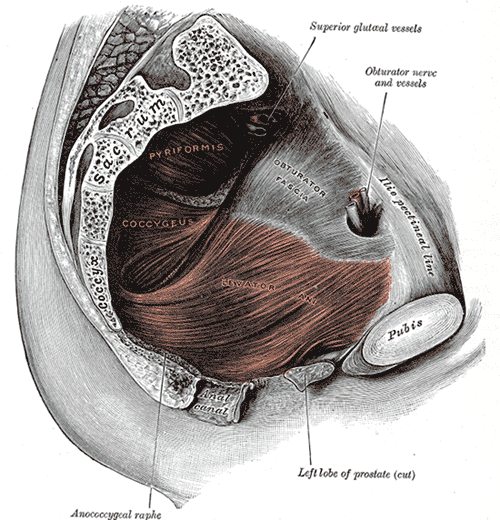
A medence izmai (középen látható a musculus coccygeus)

A musculus coccygeus egy izom az ember medencéjénél.

## Eredés, tapadás, elhelyezkedés
A ligamentum sacrospinosumról és az os ischii-ről ered. Az os coccygisen és az os sacrumon tapad.

## Funkció
A musculus levator anival és a musculus piriformisszal együtt működik. Közre fogja a medence zsigereit.

## Beidegzés, vérellátás
A ramus anterior nervi spinalis idegzi be. Az arteria glutea inferior látja el vérrel.

## Külső hivatkozások
- Kép, leírás
- Kép
- Kép